# Анрозе
Анрозе (фр. Anrosey) насеље је и општина у североисточној Француској у региону Шампања-Ардени, у департману Горња Марна која припада префектури Лангр.
По подацима из 2011. године у општини је живело 147 становника, а густина насељености је износила 13,32 становника/km². Општина се простире на површини од 11,04 km². Налази се на средњој надморској висини од 236 метара.

## Демографија
| 1962. | 1968. | 1975. | 1982. | 1990. | 1999. | 2011. |
| ----- | ----- | ----- | ----- | ----- | ----- | ----- |
| 253   | 254   | 173   | 164   | 153   | 141   | 147   |

График промене броја становника у току последњих година